# Гандлова
Га́ндлова (словац. Handlová, нем. Krickerhau, венг. Nyitrabánya) — город в Словакии на реке Гандловка у подножья Втачника и Кремницких Врхов. Население — около 17 тыс. человек.

## История
Город Гандлова, в прошлом Крикерхау, основал с разрешения короля Людовика I Великого немец Генрих Крикер 8 марта 1376 года. Вместе с ним на новое место переселилось 200 немецких семей из недалёкой Кремницы. Долгое время жители занимались сельским хозяйством, пока в XVIII веке недалеко Гандловой не нашли залежи угля. В начале XX века Гандлова была преимущественно немецким городом. В 1945 году после принятия Декретов Бенеша немецкое население было выселено, и они нашли свой новый дом в немецком городе Фёрде, нынешнем побратиме Гандловой. Сюда переселились словаки из Венгрии.
10 августа 2009 года в результате взрыва на шахте в городе Гандлова погибло 20 человек: 11 горноспасателей и 9 шахтёров. Самая серьёзная авария на шахте в истории страны.
15 мая 2024 года в Гандлове на премьер-министра Роберта Фицо было совершено покушение. Он был госпитализирован с несколькими огнестрельными ранениями. Стрелявший задержан на месте.

## Население
| Год:                | 1994   | 2004    | 2014    | 2024     |
| ------------------- | ------ | ------- | ------- | -------- |
| Количество человек: | 18 185 | 17 805  | 17 518  | 15 457   |
| Разница:            |        | −2,08 % | −1,61 % | −11,76 % |

## Достопримечательности
- Костёл св. Екатерины
- Костёл св. Николая